# 잃어버린 봄
잃어버린 봄(Det Forsomte Forar, The Lost Spring)은 덴마크에서 제작된 피터 슈로더 감독의 1993년 영화이다. 프리츠 헬무스 등이 주연으로 출연하였고 레그네르 그라스텐 등이 제작에 참여하였다.

## 출연

### 주연
- 프리츠 헬무스
- 토마스 빌룸 옌센
- 르네 핸슨
- 스티그 호프메이어

### 조연
- 클라우스 부
- 클라우스 플리가레
- 버스 뉴먼
- 한스 헨릭 클레멘센